# Leipziger Denkmalstiftung

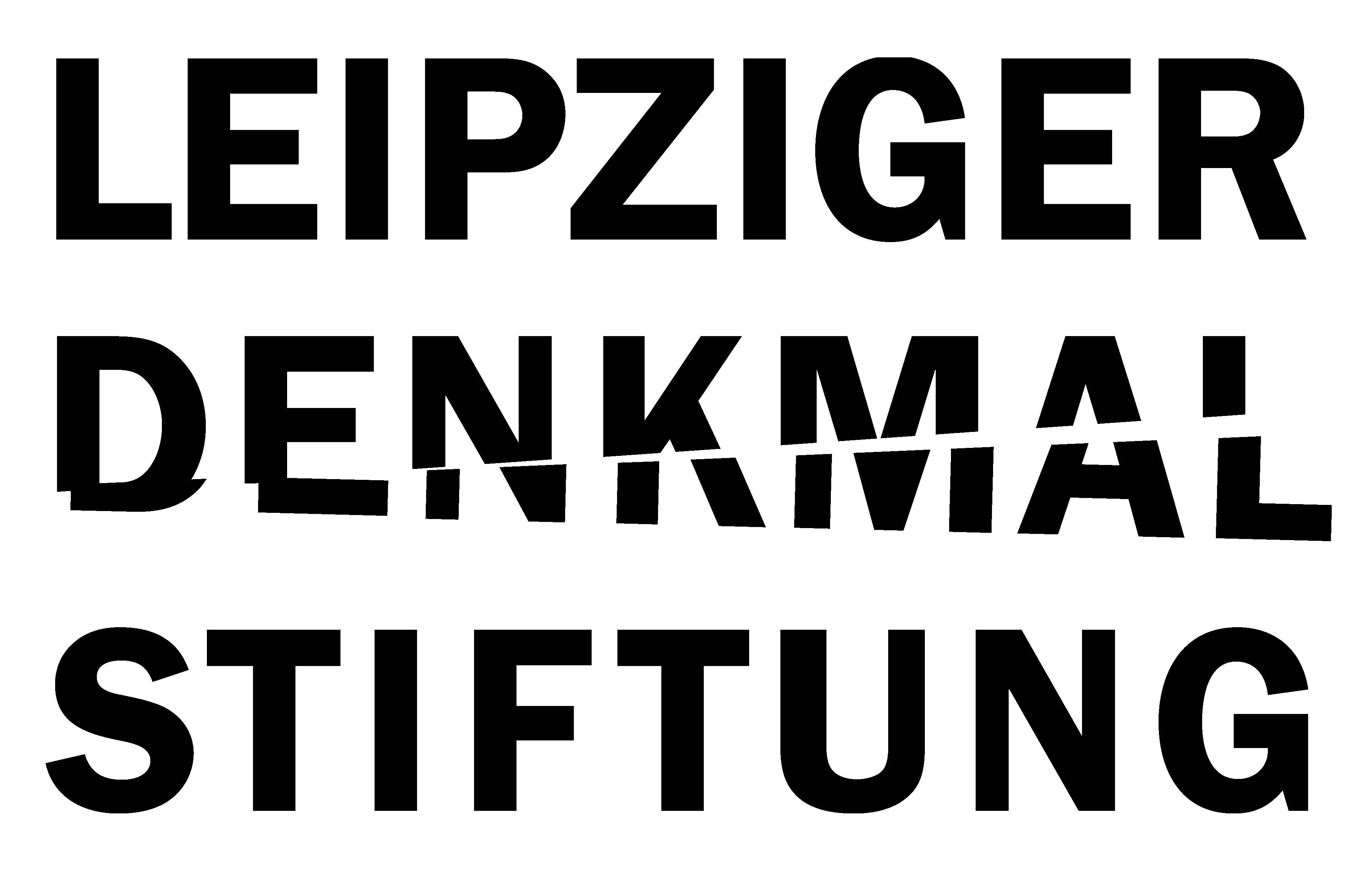

Die Leipziger Denkmalstiftung ist eine gemeinnützige Bürgerstiftung mit dem Ziel, das Bewusstsein der Bürger und Behörden für die Bedeutung historischen Gebäudebestandes zu stärken und zum Erhalt gefährdeter Baudenkmäler in Leipzig und in Mitteldeutschland beizutragen.

## Gründung und Ziele
Die Leipziger Denkmalstiftung wurde am 19. Oktober 2009 von 51 Mitgliedern in der Alte Handelsbörse gegründet. Sie arbeitet seit 2010 als unabhängige, gemeinnützige Stiftung mit Sitz in Leipzig. Errichtet wurde die Stiftung gemeinsam von Bürgern, Unternehmen und öffentlichen Institutionen. Sie hat sich zum Ziel gesetzt, mit bürgerschaftlichem Engagement, nachhaltigen Konzepten und finanzieller Unterstützung einen Beitrag leisten, dass weitere Verluste an Baudenkmalen 
gestoppt werden. Stiftungsvorsitzender ist der Architekt und eingetragene Energieberater für Baudenkmale Andreas Hirt. Die Denkmalstiftung will zum Erhalt gefährdeter Baudenkmäler in Leipzig und in Mitteldeutschland beitragen. Ab 2016 befindet sich der Sitz der Stiftung im Palmengarten Palais bzw. Capa-Haus, selbst ein restauriertes Baudenkmal. Seit dem 19. Juli 2023 hat die Leipziger Denkmalstiftung ihren Sitz im ehemaligen Wächterhaus in der Lützner Straße 39 in Leipzig-Lindenau.

## Förderverein
Der Förderverein der Leipziger Denkmalstiftung e.V. wurde am 12. Mai 2010 gegründet. Der Vorstandsvorsitzende des Fördervereins ist Toralf Zinner. Ziel des Vereins ist es, das Bewusstsein der Bürger und Behörden für die Bedeutung des historischen Gebäudebestandes zu stärken, sowie Baudenkmale zu sichern und der Nachwelt zu erhalten. Es werden Nutzungskonzepte entwickelt, Eigentümer beraten, die Bedeutung von Denkmalschutz erläutert und ein regionales Netzwerk für Denkmale betreut. Innerhalb des Förderverein arbeiten verschiedene Arbeitsgemeinschaften interdisziplinär an der Umsetzung dieser Ziele. Die Leipziger Denkmalstiftung und ihr Förderverein gründeten am 28. August 2014 in der Waldschänke Hellerau die "Gruppe Dresden". Diese ist verstärkt im Raum Ostsachsen, speziell in Dresden, tätig.

## Arbeitsgemeinschaften
In den Arbeitsgemeinschaften des Fördervereins werden unterschiedlichen Projekte organisiert.
- Die AG Aktionen organisiert ehrenamtliche Arbeitseinsätze, vermittelt Wissen und Handwerk für Gebäude, die weder durch private noch durch staatliche Hand in Stand gesetzt werden können.[3]
- Die AG Denkmalradar hat eine Onlineplattform geschaffen, die Daten von baufälligen, schützenswerten Gebäuden zusammenträgt und für potenzielle Käufer, Nutzer und Architekten bereitstellt. So sollen Gebäude einer neuen Nutzung zugeführt werden. Interessierte Investoren erhalten über das Denkmalradar zudem Informationen zu Nutzungskonzepten und Finanzierungsmodellen.[3]
- Die AG Notrettungsfonds soll kurzfristig dringende Hilfe für gefährdete Gebäude leisten.[3]
- Die AG Öffentlichkeitsarbeit betreut neben der Kommunikation der Stiftung und des Fördervereins auch Veranstaltungen für den Gebäudeerhalt zu Anlässen wie dem Tag des offenen Denkmals oder auf themenbezogenen Messen. Dazu gehört auch die Organisation, die Kontaktaufnahme über Soziale Medien und nachträgliche Aufbereitung gemeinsamer Events.[3]
- Die AG Kinder- und Jugendarbeit engagiert sich seit mittlerweile 3 Jahren im Rahmen des Sommer- und Winterferienpasses. Begleitet werden kindgerechte Veranstaltungen mit eigens entworfenen Bastelbögen von historischen Gebäuden. Die Stiftung arbeitet auch im Rahmen des Projekts "PEGASUS – Schulen adoptieren Denkmale" mit Jugendlichen zusammen.[4]
- Die AG Medien beschäftigt sich mit der medialen Aufarbeitung zum Thema Denkmal. Mit informativen Interviews und repräsentativen Kurzfilmen sollen das Interesse insbesondere bei jüngeren Menschen geweckt und eine unterhaltsame Auseinandersetzung mit dem Thema Denkmalschutz erzeugt werden.